# Taraconica vadonae
Taraconica vadonae är en fjärilsart som beskrevs av Pierre E.L. Viette 1985. Taraconica vadonae ingår i släktet Taraconica och familjen nattflyn. Inga underarter finns listade i Catalogue of Life.